# Carl Refardt

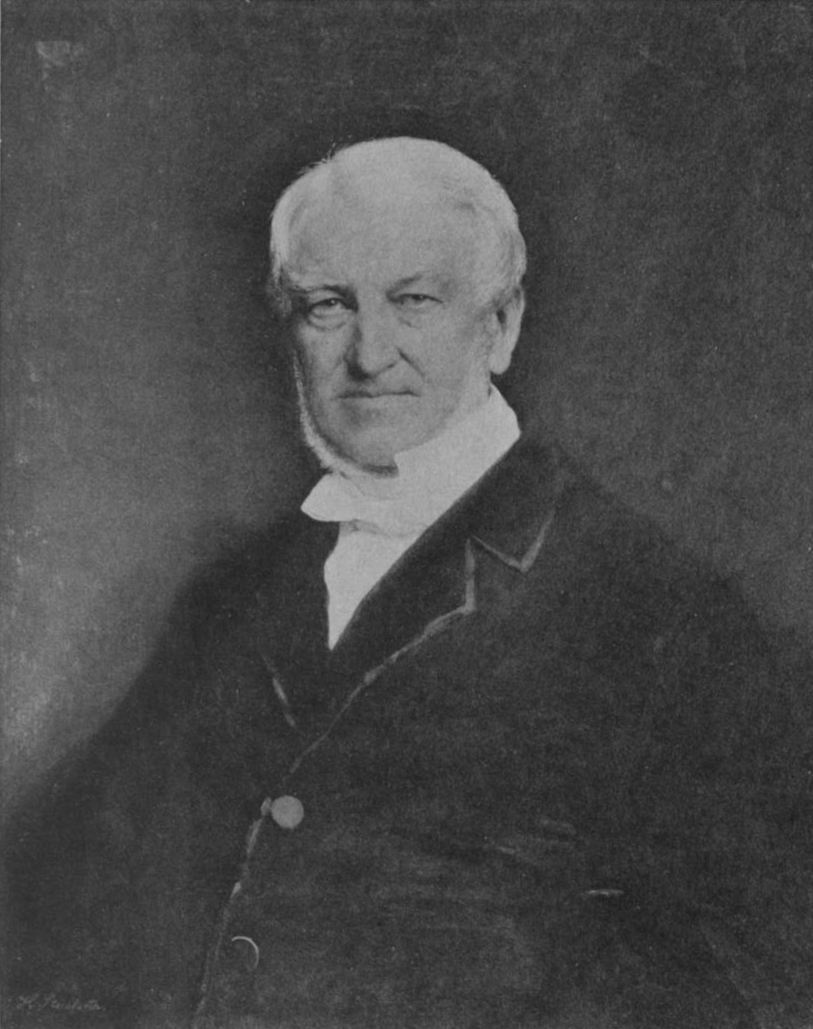
Schwarz-Weiß-Abbildung des Porträts Johann Friedrich Carl Refardt von Hermann Steinfurth

Johann Friedrich Carl Refardt (* 28. September 1800 in Wulfsode; † 2. März 1871 in Hamburg) war ein Hamburger Kaufmann und Abgeordneter.

## Leben

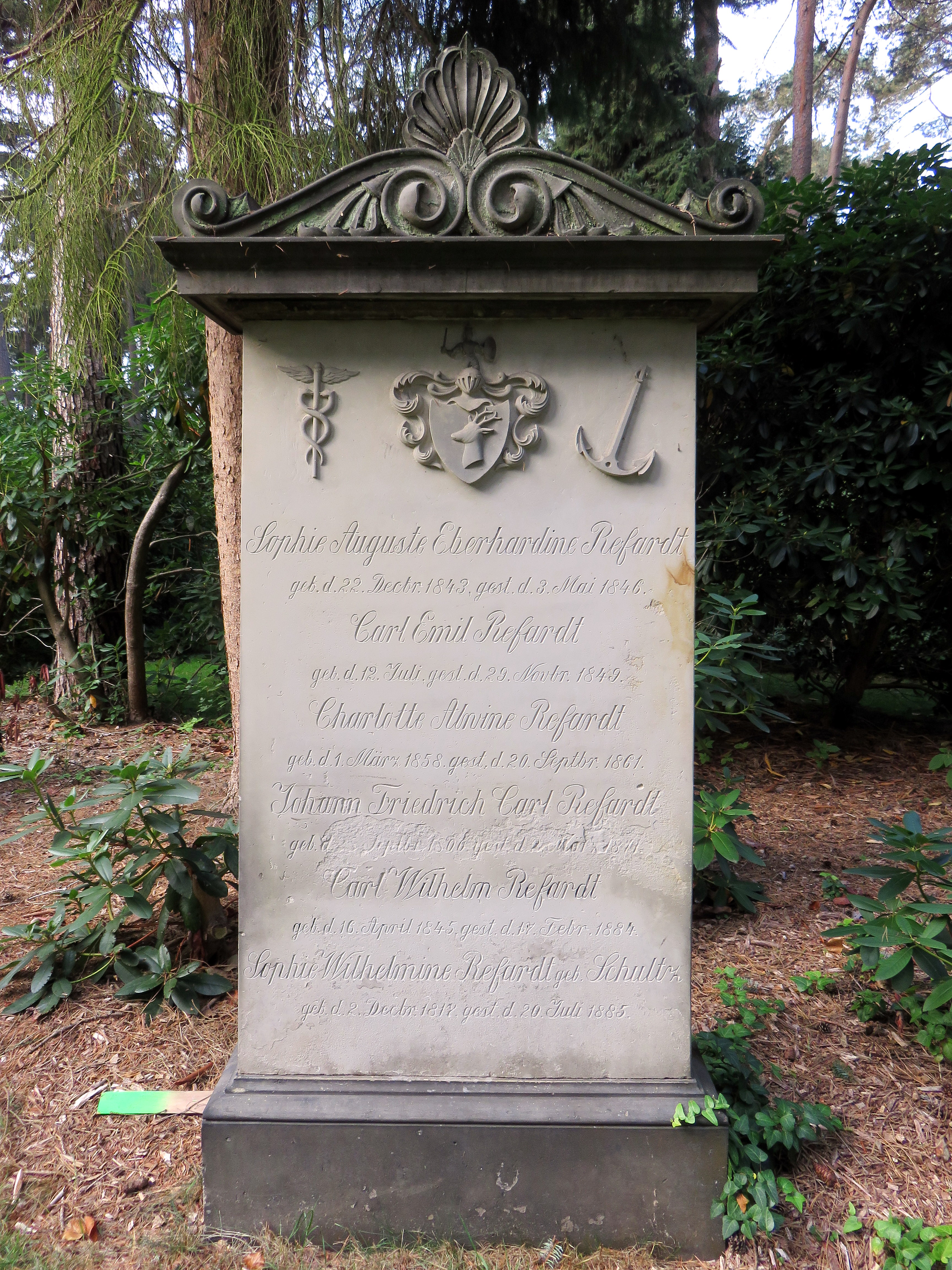
Grabsteinstele mit Inschrift Johann Friedrich Carl Refardt auf dem Friedhof Ohlsdorf

Refardt machte eine kaufmännische Ausbildung in Braunschweig, bevor er 1820 nach Altona kam. 1823 gründete er in Hamburg die Firma J. F. C. Refardt die sich mit dem Handel von Baumwollgarnen und Leinen beschäftigte. Da er erfolgreich tätig war, konnte er 1836 die Grundstücke Rödingsmarkt Nr. 13 und Herrlichkeit Nr. 22 kaufen, beide Grundstücke waren sogenannte Brauerben, das heißt ihr Besitz ermöglichte Teilnahme an den Versammlungen der Erbgesessene Bürgerschaft sowie das Recht selbst Bier zu brauen. 1848 erwarb er das Grundstück samt Gartenhaus Harvestehuder Weg Nr. 13.
Neben seiner beruflichen Tätigkeit war Refardt in der kommunalen und kirchlichen Selbstverwaltung engagiert. Er war ab 1837 Mitglied im Kirchenvorstand von St. Nikolai und wurde dann Hundertachtziger, von 1838 bis 1843 amtierte er als Provisor des Waisenhauses. Er war von 1843 bis 1844 Militärkommissar, von 1848 bis 1854 Mitglied der Baudeputation, von 1850 bis 1855, 1857 bis 1858 Mitglied der Commerz-Deputation, dabei 1854 dessen Vorsitzender. Er war auch in den folgenden Jahren Mitglied in unterschiedlichen Deputationen.
Refardt gehörte der Hamburgischen Bürgerschaft von 1859 bis 1871 an.
Refardt war zweimal verheiratet. Seine erste Frau war Sophie Auguste Evers (1801–1838). In zweiter Ehe war er verheiratet mit Sophie Wilhelmine Schultz (1817–1885). Sie ist die Mutter von dem späteren Hamburger Kaufmann und Senator Johann Refardt.
Im Bereich der Familiengrabanlage auf dem Ohlsdorfer Friedhof in Hamburg, Planquadrat T 26 (südlich Kapellenstraße östlich Waldstraße), befindet sich auf der Grabsteinstele vom ehemaligen Begräbnisplatz St. Michaelis die Inschrift Johann Friedrich Carl Refardt.